# Пратела (Казерта)
Пратела (итал. Pratella) је насеље у Италији у округу Казерта, региону Кампанија.
Према процени из 2011. у насељу је живело 547 становника. Насеље се налази на надморској висини од 169 м.

## Становништво
| 1931. | 1936. | 1951. | 1961. | 1971. | 1981. | 1991. | 2001. | 2011. |
| ----- | ----- | ----- | ----- | ----- | ----- | ----- | ----- | ----- |
| 1.557 | 1.703 | 1.982 | 2.122 | 1.998 | 1.861 | 1.812 | 1.695 | 1.615 |